# العلاقات الدومينيكانية الليختنشتانية
العلاقات الدومينيكانية الليختنشتانية هي العلاقات الثنائية التي تجمع بين جمهورية الدومينيكان وليختنشتاين.

## مقارنة بين البلدين
هذه مقارنة عامة ومرجعية للدولتين:
| وجه المقارنة                                              | جمهورية الدومينيكان | ليختنشتاين                                 |
| --------------------------------------------------------- | ------------------- | ------------------------------------------ |
| المساحة (كم2)                                             | 48.67 ألف           | 16                                         |
| عدد السكان (نسمة)                                         | 10.40 مليون         | 37.47 ألف                                  |
| الكثافة السكانية (ن./كم²)                                 | 213.68              | 234.19 ألف                                 |
| العاصمة                                                   | سانتو دومينغو       | فادوتس                                     |
| اللغة الرسمية                                             | اللغة الإسبانية     | اللغة الألمانية                            |
| العملة                                                    | بيزو دومنيكاني      | فرنك سويسري                                |
| الناتج المحلي الإجمالي (بليون دولار)                      | 75.93 مليار         | 6.29 مليار                                 |
| الناتج المحلي الإجمالي (تعادل القوة الشرائية) بليون دولار | 149.89 مليار        |                                            |
| الناتج المحلي الإجمالي الاسمي للفرد دولار أمريكي          | 6.47 ألف            |                                            |
| الناتج المحلي الإجمالي للفرد دولار أمريكي                 | 13.26 ألف           |                                            |
| مؤشر التنمية البشرية                                      | 0.715               | 0.908                                      |
| رمز المكالمات الدولي                                      | +1809، +1829، +1849 | +423                                       |
| رمز الإنترنت                                              | .do                 | .li                                        |
| المنطقة الزمنية                                           | 00                  | توقيت وسط أوروبا، ت ع م+01:00، ت ع م+02:00 |

## منظمات دولية مشتركة
يشترك البلدان في عضوية مجموعة من المنظمات الدولية، منها:
| علم المنظمة | اسم المنظمة                   | تاريخ انضمام جمهورية الدومينيكان | تاريخ انضمام ليختنشتاين |
| ----------- | ----------------------------- | -------------------------------- | ----------------------- |
|             | الاتحاد البريدي العالمي       | ?                                | ?                       |
|             | منظمة حظر الأسلحة الكيميائية  | ?                                | ?                       |
|             | منظمة التجارة العالمية        | ?                                | ?                       |
|             | منظمة الشرطة الجنائية الدولية | ?                                | ?                       |
|             | الأمم المتحدة                 | 24 أكتوبر 1945                   | 18 سبتمبر 1990          |